# Episodi di The Donna Reed Show (seconda stagione)
La seconda stagione della serie televisiva The Donna Reed Show è stata trasmessa in anteprima negli Stati Uniti d'America dalla ABC tra il 9 settembre 1959 e il 16 giugno 1960.
| nº | Titolo originale           | Titolo italiano | Prima TV USA      | Prima TV Italia |
| -- | -------------------------- | --------------- | ----------------- | --------------- |
| 1  | That's Show Business       |                 | 9 settembre 1959  |                 |
| 2  | Sleep No More My Lady      |                 | 16 settembre 1959 |                 |
| 3  | A Penny Earned             |                 | 1º ottobre 1959   |                 |
| 4  | A Friend Indeed            |                 | 8 ottobre 1959    |                 |
| 5  | The First Child            |                 | 15 ottobre 1959   |                 |
| 6  | Going Steady               |                 | 22 ottobre 1959   |                 |
| 7  | The Neighborly Gesture     |                 | 29 ottobre 1959   |                 |
| 8  | Nothing Like a Good Book   |                 | 5 novembre 1959   |                 |
| 9  | Flowers for the Teacher    |                 | 12 novembre 1959  |                 |
| 10 | All Mothers Worry          |                 | 19 novembre 1959  |                 |
| 11 | Jeff Joins a Club          |                 | 26 novembre 1959  |                 |
| 12 | The Punishment             |                 | 3 dicembre 1959   |                 |
| 13 | A Difference of Opinion    |                 | 10 dicembre 1959  |                 |
| 14 | The Homecoming Dance       |                 | 17 dicembre 1959  |                 |
| 15 | Lucky Girl                 |                 | 31 dicembre 1959  |                 |
| 16 | The Broken Spirit          |                 | 7 gennaio 1960    |                 |
| 17 | The Secret                 |                 | 14 gennaio 1960   |                 |
| 18 | The New Mother             |                 | 21 gennaio 1960   |                 |
| 19 | Just a Housewife           |                 | 28 gennaio 1960   |                 |
| 20 | The Free Soul              |                 | 4 febbraio 1960   |                 |
| 21 | The First Quarrel          |                 | 11 febbraio 1960  |                 |
| 22 | A Place to Go              |                 | 18 febbraio 1960  |                 |
| 23 | A Night to Howl            |                 | 25 febbraio 1960  |                 |
| 24 | The Editorial              |                 | 3 marzo 1960      |                 |
| 25 | The Gentle Dew             |                 | 10 marzo 1960     |                 |
| 26 | The Fatal Leap             |                 | 17 marzo 1960     |                 |
| 27 | The Perfect Pitch          |                 | 24 marzo 1960     |                 |
| 28 | Pickles for Charity        |                 | 7 aprile 1960     |                 |
| 29 | Mary's Growing Pain        |                 | 14 aprile 1960    |                 |
| 30 | Alex Runs the House        |                 | 21 aprile 1960    |                 |
| 31 | The Career Woman           |                 | 28 aprile 1960    |                 |
| 32 | Jeff, the Financial Genius |                 | 5 maggio 1960     |                 |
| 33 | Mary's Crusade             |                 | 12 maggio 1960    |                 |
| 34 | The First Time We Met      |                 | 19 maggio 1960    |                 |
| 35 | The Gossip                 |                 | 26 maggio 1960    |                 |
| 36 | Love's Sweet Awakening     |                 | 2 giugno 1960     |                 |
| 37 | The Wedding Present        |                 | 9 giugno 1960     |                 |
| 38 | Cool Cat                   |                 | 16 giugno 1960    |                 |